# Lamija Begagić
Lamija Begagić (Zenica, 1980) bosanskohercegovačka je književnica. Živi u Sarajevu, gdje je i studirala i diplomirala na Odsjeku za književnosti naroda BiH Filozofskog fakulteta UNSA. Urednica je dječijih listova Kolibrić, Palčić i 5Plus. Uređivala je književni veb-magazin Omnibus i Književni žurnal. Piše za djecu i odrasle.
Dvije priče (Bog, džez i još ponešto ili prosto Ena i Jabuka) objavljene su u zborniku Bun(t)ovna p(r)oza. Na takmičenju „Ekran priče_02” koju organizuje zagrebačka „Naklada MD” i „Iskon internet”, za priču Dvadeset i sedam osvojila je prvu nagradu, među 1.209 kandidata. Priča Jednom ću naučiti plesti našla se u zborniku Poqueerene priče. Izbor priča uvršten je i u antologiju eks-ju mladih autora Na trećem trgu.
Objavljivala je priče i poeziju u Licima, Sarajevskim sveskama, Zarezu, Libri Liberi, Reviji Re…
Zbirka priča Godišnjica mature objavljena je uporedo u Beogradu (Rende) i Sarajevu (Omnibus).
Osvojila je specijalnu nagradu Fondacije Farah Tahirbegović „za doprinos razvoju izdavačke djelatnosti, književnosti, bibliotekarstva i opšte kulture”.

## Spoljašnje veze
- Архивирано на веб-сајту  (10. јул 2017)
- Oslobođenje[мртва веза]